# Silvio Smalun
Silvio Smalun (né le 2 novembre 1979 à Erfurt en Thuringe), est un patineur artistique allemand. Il a été deux fois champion d'Allemagne en 2001 et 2003.

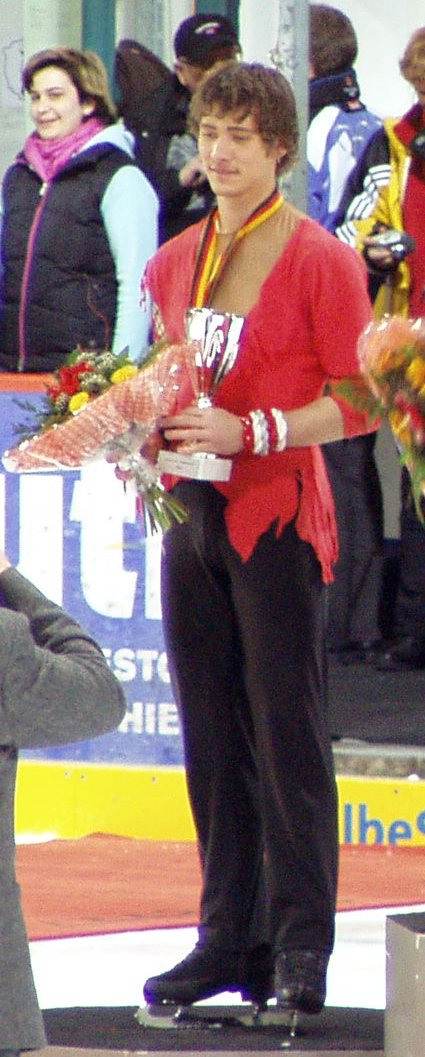
Silvio Smalun recevant sa médaille d'argent sur le podium des championnats d'Allemagne 2006 à Berlin.

## Biographie

### Carrière sportive
Silvio Smalun a commencé à patiner à l'âge de 5 ans. Son premier entraîneur était Ilona Schindler. Il a été formé aux côtés de Stefan Lindemann à Erfurt. En 1995, il se rendit à Oberstdorf, où il a été entraîné par Michael Huth. En raison de ses études, il a également reçu une formation à Ulm, sans son entraîneur.
Il est monté sept fois sur le podium des championnats d'Allemagne sans interruption de 2000 à 2006, dont deux fois sur la plus haute marche en 2001 et 2003.
Sur le plan international, il a participé à sept grands championnats entre 2001 et 2006 : quatre championnats d'Europe et trois championnats du monde. En 2006, il obtient son meilleur résultat aux championnats d'Europe de janvier à Lyon en se classant 8e, ce qui permet à l'Allemagne d'obtenir une place pour les jeux olympiques d'hiver de 2006 à Turin. Mais la fédération allemande préféra envoyer son compatriote Stefan Lindemann, qui était champion d'Allemagne en titre. Après avoir participé aux championnats du monde de mars 2006 à Calgary, il décide de quitter le patinage amateur en septembre 2006.

### Reconversion
À l'automne 2006, Silvio Smalun participe au spectacle de Katarina Witt, 'Stars auf Eis" sur la chaîne de télévision allemande Pro 7. Il a eu comme partenaire la chanteuse Ludmilla Diakovska (No Angels), et même si Silvio Smalun n'a jamais pratiqué le patinage par couple, il a tout de même obtenu la 3e place du show.
Il a fait des études en informatique à l'université de Ulm en Bade-Wurtemberg.

## Palmarès
| Compétition                   | 1995    | 1996    | 1997    | 1998    | 1999    | 2000    | 2001    | 2002    | 2003    | 2004    | 2005    | 2006    |  |  |  |
| Jeux olympiques d'hiver       |         |         |         |         |         |         |         |         |         |         |         |         |  |  |  |
| Championnats du monde         |         |         |         |         |         |         |         |         | 23e     |         | 33e     | 20e     |  |  |  |
| Championnats d’Europe         |         |         |         |         |         |         | 16e     |         | 11e     |         | 16e     | 8e      |  |  |  |
| Championnats d'Allemagne      | 13e     | 4e      | 4e      | F       | 7e      | 3e      | 1er     | 3e      | 1er     | 3e      | 2e      | 2e      |  |  |  |
| Championnats du monde juniors |         |         | 13e     |         |         |         |         |         |         |         |         |         |  |  |  |
|                               |         |         |         |         |         |         |         |         |         |         |         |         |  |  |  |
| Grand Prix ISU                | 1994/95 | 1995/96 | 1996/97 | 1997/98 | 1998/99 | 1999/00 | 2000/01 | 2001/02 | 2002/03 | 2003/04 | 2004/05 | 2005/06 |  |  |  |
| Skate America                 |         |         |         |         |         |         | 10e     | 10e     |         |         |         | 12e     |  |  |  |
| Skate Canada                  |         |         |         |         |         | 10e     |         |         |         |         |         |         |  |  |  |
| Coupe d'Allemagne             |         |         |         |         |         | 12e     | 11e     | 12e     | 9e      |         |         |         |  |  |  |
| Coupe de Chine                |         |         |         |         |         |         |         |         |         |         | 9e      |         |  |  |  |
| Trophée de France             |         |         |         |         |         |         |         |         | 9e      |         | 7e      |         |  |  |  |
| Coupe de Russie               |         |         |         |         |         |         |         |         |         | 8e      |         |         |  |  |  |
| Légende : F= Forfait          |         |         |         |         |         |         |         |         |         |         |         |         |  |  |  |